# Rhomboxiphus
Rhomboxiphus is een geslacht van tandschelpen uit de  familie van de Entalinidae.

## Soorten
- Rhomboxiphus colmani (Palmer, 1974)
- Rhomboxiphus compressimus Okutani, 2005
- Rhomboxiphus tricarinatus (Boissevain, 1906)